# Orłowo (powiat piski)
Orłowo (niem. Orlowen, 1938–1945 Siegmunden) – wieś w Polsce, położona w województwie warmińsko-mazurskim, w powiecie piskim, w gminie Biała Piska. W latach 1975–1998 miejscowość należała administracyjnie do województwa suwalskiego.

## Historia
Wieś powstała w ramach kolonizacji Wielkiej Puszczy. Wcześniej był to obszar Galindii. Wieś ziemiańska, dobra służebne w posiadaniu drobnego rycerstwa (tak zwani wolni, ziemianie w język staropolskim), z obowiązkiem służby rycerskiej (zbrojnej). W XV i XVI w. pod nazwą Adams feld.
Orłowo wymieniane było w dokumentach z 1424 r. jako dąbrowa licząca około 70 łanów w lesie zwanym Mispelwalde, o którą zabiegał jakiś Mazowszanin z dwoma braćmi i sołtys z Pisza o imieniu Janik. Ostatecznie dobra te otrzymali wymienieni Mazowszanie przywilejem z 1448, wystawionym przez komtura bałgijskiego Ebercharda von Wesenthau dla Adama, jego syna Zygmunta i zięcia Szymona. Majątek liczący 30 łanów na prawie magdeburskim, z obowiązkiem trzech służb zbrojnych, znajdował się w dąbrowie pomiędzy dobrami Jerzego Giętka (późniejsze Giętkie), syna Piotra Rakowskiego (późniejsze Rakowo) oraz Jana Flottaua (późniejsze Kaliszki). Z części należącej do Szymona wykształciła się później osobna osada zwana Szymanami (niem. Symannen), licząca 11 łanów.
Wieś należała najpierw do parafii piskiej. W wieku XVII Orłowo włączono do parafii bielskiej (Biała Piska).